# Marie-Josèphe d'Iturbide
Succession
Prétendante au trône du Mexique
3 mars 1925 – novembre 1949
(24 ans, 8 mois et 28 jours)
Marie Josèphe Sophie d’Iturbide (en espagnol, María Josefa Sofía de Iturbide y Mikos de Tarrodháza) « princesse d’Iturbide », née le 29 février 1872 à Mikosszéplak (Autriche-Hongrie) et morte en novembre 1949 à Deva (Roumanie), était la petite-fille de Agustín Jerónimo de Iturbide. C’était le chef de la branche de Habsbourg-Iturbide de la Maison de Iturbide et, en tant que tel, l’un des prétendants au trône du Mexique,,.